# Le Jardin secret (film, 1993)
Cet article concerne le film de Agnieszka Holland. Pour le film de Fred M. Wilcox, voir Le Jardin secret.
Pour les articles homonymes, voir Le Jardin secret (homonymie).
Pour plus de détails, voir Fiche technique et Distribution.
Le Jardin secret (titre original : The Secret Garden) est un film américano-britannique réalisé par Agnieszka Holland, sorti en 1993 et adapté du roman éponyme de Frances Hodgson Burnett publié en 1911.

## Synopsis
L'histoire commence au début du XXe siècle par l'auto-présentation de l'héroïne, Mary Lennox, qui a dix ans, vit en Inde auprès de ses parents qui l'ignorent totalement et délèguent son éducation à des serviteurs. Pendant que ses parents donnent une de leurs nombreuses réceptions, un tremblement de terre détruit le palais et ses parents meurent sous les décombres.
Six mois après, Mary, devenue orpheline, arrive par bateau à Liverpool en Grande-Bretagne pour être adoptée par son oncle Lord Archibald Craven, propriétaire de l'immense domaine de Misselthwaite Manor, dans le Yorkshire. Elle débarque au milieu d'une foule d'autres enfants, rescapés et orphelins comme elle. La nuit est tombée, tous les numéros et les noms des enfants sont appelés mais Mary reste seule dans le hangar désert à attendre qu'on vienne la chercher lorsqu'arrive enfin Mrs. Medlock, la gouvernante de son oncle, pour l'emmener. Pendant le voyage Mrs. Medlock ne manifeste à la petite fille aucune compassion, la mettant même en garde contre l'accueil qu'elle va recevoir de la part de son oncle. Le manoir est impressionnant et semble mort malgré la présence de nombreux domestiques; il est situé au milieu des vastes et désolées étendues des moors (landes de bruyère) du Yorkshire.
Dans ce décor austère, la fillette s'ennuie et sort de sa chambre pour explorer les autres pièces de la maison malgré l'interdiction de la terrible gouvernante. Lors de sa première exploration, elle découvre qu'un passage secret, caché derrière une tenture, part de sa chambre. Par ce passage, elle accède à une pièce abandonnée, envahie par le lierre et les toiles d'araignées. C'est l'ancienne chambre de sa tante, sœur jumelle de sa mère, également décédée dix ans auparavant lors d'une chute de balançoire dans son jardin privé
. Dans un des tiroirs d'une boîte à musique, Mary découvre une grosse clef ancienne. Le lendemain, l'intérieur du château lui étant interdit, elle sort faire une promenade grâce à la complicité d'une jeune servante, Martha, dont la bonne humeur reste inébranlable face aux rebuffades de Mary. Dans le jardin, elle rencontre un vieux jardinier, Ben Weathersraff, qui lui parle du jardin secret, fermé depuis la mort de sa tante. Mary est bien décidée à le trouver. Elle y est conduite par un rouge-gorge qui y a fait son nid. La clé qu'elle a trouvée dans la boîte à musique de la chambre de sa tante est bien celle qui ouvre la porte du jardin. Celui-ci, envahi de mauvaises herbes, semble mort. Plus tard, elle fait la connaissance d'un jeune fermier du nom de Dicken (le frère de Martha), qui lui apprend que le jardin n'est pas mort et lui propose de l'aider à l'entretenir et à le soigner. Mary passe désormais toutes ses journées en compagnie de Dicken et des animaux qu'il a apprivoisés, à redonner vie au jardin.
Une nuit, alors qu'elle était en train de rêver de sa mère, Mary est réveillée par des pleurs, quelque part dans le château. Elle se lève et en cherche l'origine; par l'un des passages secrets qu'elle a découverts, elle parvient à une chambre où un jeune garçon, malade, est couché dans un lit. Cet enfant, qui a le même âge qu'elle, n'est autre que son cousin caché, Colin. Il souffre d'une maladie indéterminée et se dit condamné à mourir. Le premier contact n'est pas facile, Colin, à qui l'on n'a jamais rien refusé à cause de sa maladie, est parfaitement odieux et arrogant. Mais Mary ne se laisse pas démonter et se rebiffe et elle va, petit à petit, se lier d'amitié avec Colin et lui redonner goût à la vie. Elle lui apprend en particulier l'existence du jardin de sa mère. Cette nouvelle passionne Colin qui, pour la première fois de son existence, accepte que l'air et la lumière entrent dans sa chambre; puis, bravant Mrs. Medlock, il se laisse emmener par Mary et Dicken au jardin secret.
Dans le jardin, à l'abri des regards de tous les domestiques et de son père, constamment absent, mais avec l'aide de Mary et de Dicken, Colin découvre la nature et les animaux, il apprend à marcher, courir et sourire, en s'épanouissant en secret dans le jardin de sa mère. Il a décidé de faire une surprise à son père, dès que celui-ci sera revenu au manoir : lui montrer qu'il est guéri et qu'il peut marcher. Lorsque Lord Craven revient (Colin l'a convoqué par télépathie lors d'une séance de magie nocturne autour d'un feu, avec les 2 autres enfants), il trouve la chambre de son fils vide, ainsi que celle de sa cousine. Mrs. Medlock est anéantie. La jeune servante Martha, qui est dans le secret des enfants, indique à son maître où ils se trouvent. Lord Craven court au jardin secret et il est stupéfait lorsqu'il voit Colin, debout, les yeux bandés (car les enfants font une partie de colin-maillard) et il le prend dans ses bras, transporté de joie. Lorsqu'il se retrouve seul avec son père, Colin lui raconte tout ce qui s'est produit en son absence et l'informe que le miracle est dû à Mary.
Mais Mary, effrayée par ce qui s'est passé, pensant que son oncle va mal réagir et craignant qu'il ne la réprimande pour avoir bravé tous les interdits, s'enfuit dans la lande. Lord Craven vient la retrouver et lui explique que, sans elle, rien de tout ceci n'aurait pu se produire, qu'elle les a ramenés lui et son fils à la vie. Il lui promet qu'il ne fermera plus jamais le jardin.

## Fiche technique
- Titre original : The Secret Garden
- Titre français : Le Jardin secret
- Réalisation : Agnieszka Holland
- Scénario : Caroline Thomspon d'après l'œuvre de Frances Hodgson Burnett
- Photographie : Roger Deakins
- Direction artistique : Stuart Craig
- Effets spéciaux : John Evans
- Musique : Zbigniew Preisner
- Producteurs : Francis Ford Coppola, Fred Fuchs, Fred Roos, Tom Luddy
- Société de distribution : Warner Bros
- Budget : 18 000 000 $
- Pays d'origine :  Royaume-Uni
- Langue : anglais
- Format : Couleurs - 35 mm - 1,85:1 - Son Dolby
- Genre : Drame familial
- Durée : 102 minutes
- Dates de sortie : 
  - États-Unis et Canada : 13 août 1993
  - Royaume-Uni : 20 janvier 1994
  - France : 6 avril 1994

## Distribution
- Kate Maberly (VF : Brigitte Lecordier ; VQ : Sabrina Germain) : Mary Lennox
- Maggie Smith (VF : Jacqueline Porel ; VQ : Yolande Roy) : Mrs Medlock
- John Lynch (VF : William Coryn ; VQ : Daniel Picard) : Lord Craven
- Heydon Prowse (VF : Christophe Lemoine ; VQ : Martin Pensa (en)) : Colin Craven
- Andrew Knott (VF : Donald Reignoux ; VQ : Nicolas Pensa) : Dicken
- Laura Crossley (VF : Véronique Augereau ; VQ : Manon Laflamme) : Martha
- Irène Jacob (VF : Françoise Cadol ; VQ : Hélène Mondoux) : la mère de Mary / Lilias Craven
- Walter Sparrow (VF : Henri Labussière ; VQ : Claude Préfontaine) : Ben Weatherstaff
- Frank Baker : fonctionnaire de gouvernement
- Valerie Hill : cuisinière
- Kelly Macdonald (VF: Aurélia Dausse) : servante

Sources pour la VQ : Doublage.qc.ca

## Tournage
La façade et les intérieurs du manoir de Misselthwaite ont été filmés au Allerton Castle dans le Yorkshire.

## Récompenses et distinctions
Sauf indication contraire, les informations mentionnées dans cette section peuvent être confirmées par la base de données cinématographiques IMDb,  présente dans la section « Liens externes ».
Le film occupe la 38e place de la Liste du BFI des 50 films à voir avant d'avoir 14 ans établie en 2005 par le British Film Institute.

### Récompenses
- Evening Standard British Film Awards 1994 : Meilleure réalisation technique pour Stuart Craig
- Los Angeles Film Critics Association Awards 1993 : Meilleure musique pour Zbigniew Preisner[3]

### Nominations
- BAFTA Awards 1994 : Meilleure actrice dans un second rôle pour Maggie Smith
- Young Artist Awards 1994 :
  - Meilleur film familial (drame)
  - Meilleur(e) jeune acteur/actrice dans un drame pour Kate Maberly, Andrew Knott et Heydon Prowse

## Différences entre le roman et le film
Le tableau ci-dessous présente les principales différences qui ont été constatées entre le roman d'origine et l'adaptation.
| Roman                                                                                                  | Film |
| --- | --- |
| Les parents de Mary meurent d'une épidémie de choléra.                                                 | Les parents de Mary meurent dans un tremblement de terre.                                                                      |
| Mary est blonde et d'apparence maladive.                                                               | Mary est rousse et semble en bonne santé.                                                                                      |
| L'épouse d'Archibald Craven est la tante de Marie par son père.                                        | L'épouse d'Archibald Craven est la sœur jumelle de la mère de Mary.                                                            |
| Mary découvre la clef du jardin par accident, alors que le rouge-gorge l'avait déterrée.               | Mary découvre la clef dans la chambre de sa tante, sans savoir au départ ce que cette clef ouvrait.                            |
| Mary trouve la porte du jardin quand des coups de vent soulèvent le lierre qui la couvre.              | Le rouge-gorge montre à Mary l'emplacement de la porte.                                                                        |
| La garde-robe de Mary ne contient que des vêtements colorés car lord Craven déteste le noir.           | La garde-robe de Mary contient uniquement des robes noires.                                                                    |
| Dicken est roux.                                                                                       | Dicken est brun. |
| L'épouse d'Archibald Craven est morte en tombant d'une branche d'arbre du jardin qui se serait cassée. | L'épouse d'Archibald Craven est morte en tombant de la balançoire du jardin.                                                   |
| Il est mentionné que Colin a les yeux de sa mère et que Mary a les mêmes cheveux.                      | Lord Craven est troublé par le regard de Mary lui rappelant celui de son épouse, alors que Colin ne lui ressemble pas du tout. |

## Autour du film
Lorsque Mary entre dans la chambre de sa tante, elle ouvre le tiroir d'un coffre à bijoux pour y trouver une clé. Lorsque le tiroir s'ouvre, la musique entendue est celle de Greensleeves, une chanson anglaise traditionnelle. Plus tard, une servante chante cette même chanson en pétrissant la pâte d'un gâteau.
Parmi les soins quotidiens au jeune grabataire Colin, on compte l'électrothérapie, alors fort à la mode (une dynamo à manivelle dispense des secousses électriques aux muscles atrophiés de ses membres inférieurs, qui se contractent).
Ce film produit par Warner Bros a fait partie (avec La Petite Princesse) de ceux qui ont convaincu J. K. Rowling de faire confiance à la production pour adapter ses romans Harry Potter au cinéma : « La chose essentielle pour moi était qu'ils restent fidèles au livre, et je fais une grande confiance à la Warner pour respecter cela. Il y a évidemment des choses qui ne peuvent pas fonctionner à l'écran, mais je ne veux pas que l'intrigue soit modifiée de manière importante. […] J'ai vu les adaptations du Jardin secret et de La Petite Princesse qu'ils ont réalisées, et je les trouve très réussies ». Le directeur artistique du film, Stuart Craig, a d'ailleurs été choisi cinq ans plus tard pour concevoir les décors des films Harry Potter,, de même que sa collaboratrice ensemblière, Stephenie McMillan.